# Apanteles biroi
Apanteles biroi är en stekelart som beskrevs av Szepligeti 1905. Apanteles biroi ingår i släktet Apanteles och familjen bracksteklar. Inga underarter finns listade i Catalogue of Life.